# Каргинское сельское поселение (Ульяновская область)
Ка́ргинское се́льское поселе́ние — муниципальное образование в составе Вешкаймского района Ульяновской области. Административный центр — село Каргино. 

## Население
| 2010 | 2012  | 2013  | 2014  | 2015  | 2016  | 2017  |
| ---- | ----- | ----- | ----- | ----- | ----- | ----- |
| 1299 | ↘1248 | ↘1218 | ↘1156 | ↘1105 | ↘1076 | ↘1041 |
| 2018 | 2019  | 2020  | 2021  |       |       |       |
| ↘993 | ↘933  | ↘901  | ↘884  |       |       |       |

## Состав сельского поселения
В состав поселения входят 6 населённых пунктов: 5 сёл и 1 деревня.
| № | Населённый пункт    | Тип населённого пункта       | Население |
| - | ------------------- | ---------------------------- | --------- |
| 1 | Ахматово-Белый Ключ | село                         | 130       |
| 2 | Верхняя Туарма      | деревня                      | 0         |
| 3 | Каргино             | село, административный центр | 750       |
| 4 | Коченяевка          | село                         | ↘269      |
| 5 | Мухино              | село                         | 17        |
| 6 | Нижняя Туарма       | село                         | 133       |